# Halber Schlag mit Slip
Der Halbe Schlag mit Slip ist ein einfacher Knoten zum vorübergehenden Festbinden.

## Namen und Geschichte
Der Halbe Schlag mit Slip ist ein einzelner Halber Schlag, den man „auf Slip legt“. Dieser Slip erzeugt die Aufziehschlinge, mit der der Knoten schnell wieder geöffnet werden kann.

## Anwendung
Der Halbe Schlag mit Slip wird verwendet, wenn etwas schnell und vorübergehend festgebunden oder aufgehängt wird, aber schnell wieder lösbar sein soll. Unter wechselnder Belastung hält der Knoten aber nur begrenzt. Auf kleineren Booten wird er oft nur mit dünnen Leinen oder Schnur benutzt.
Auf Schiffen kann der Halbe Schlag mit Slip genutzt werden, wenn die eingeholten (nicht gesetzten) Segel mit Zeisern festgemacht werden.
Er ist Bestandteil des Schleifknotens und des Bergrettungsknotens und wird zur Fixierung der HMS-Sicherung verwendet.

## Knüpfen
Man steckt die Leine durch den Ring. Mit dem losen Ende formt man eine Bucht und macht mit dieser einen halben Schlag um das feste Ende.

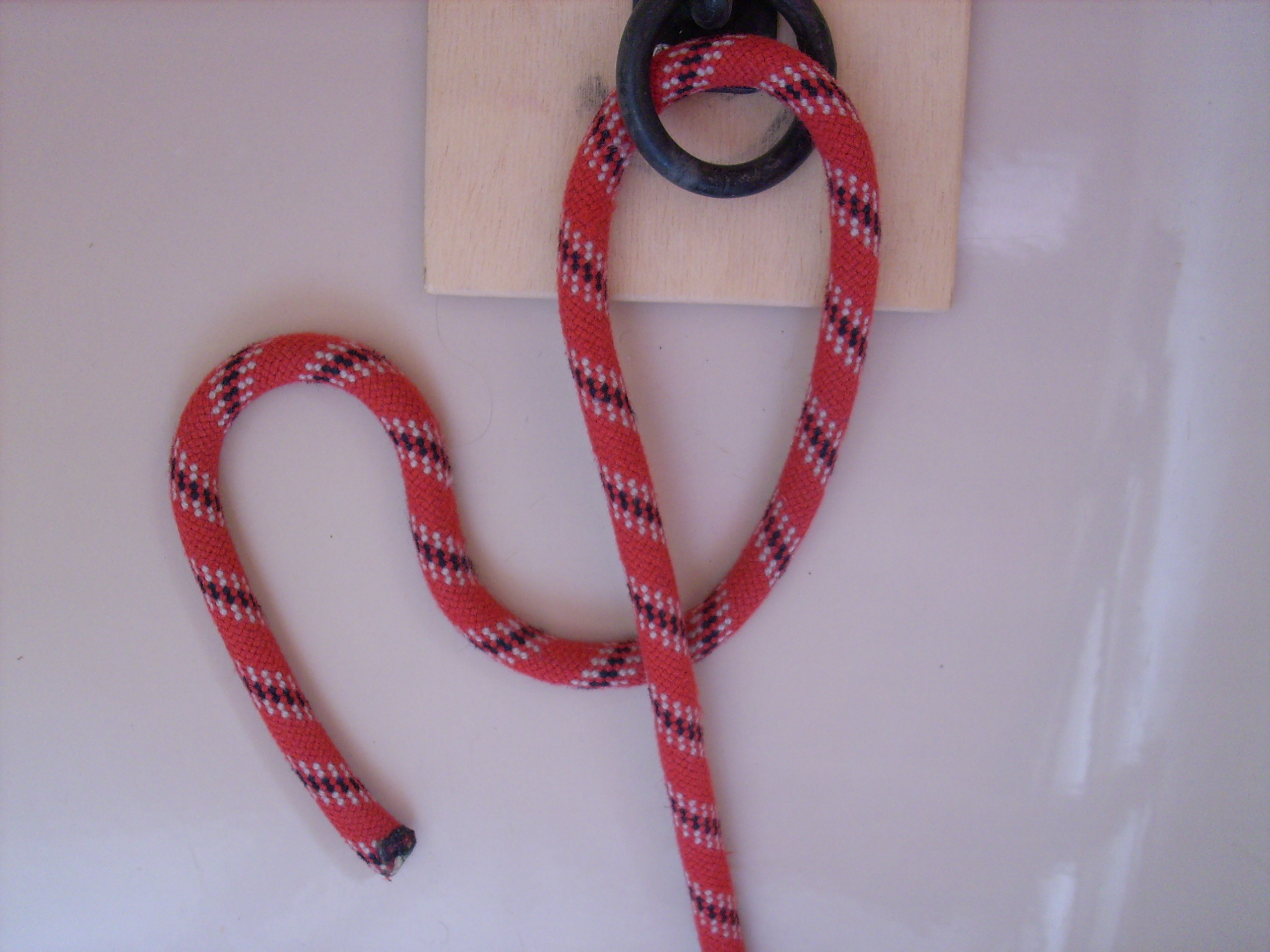
Schlaufe durch das Auge stecken
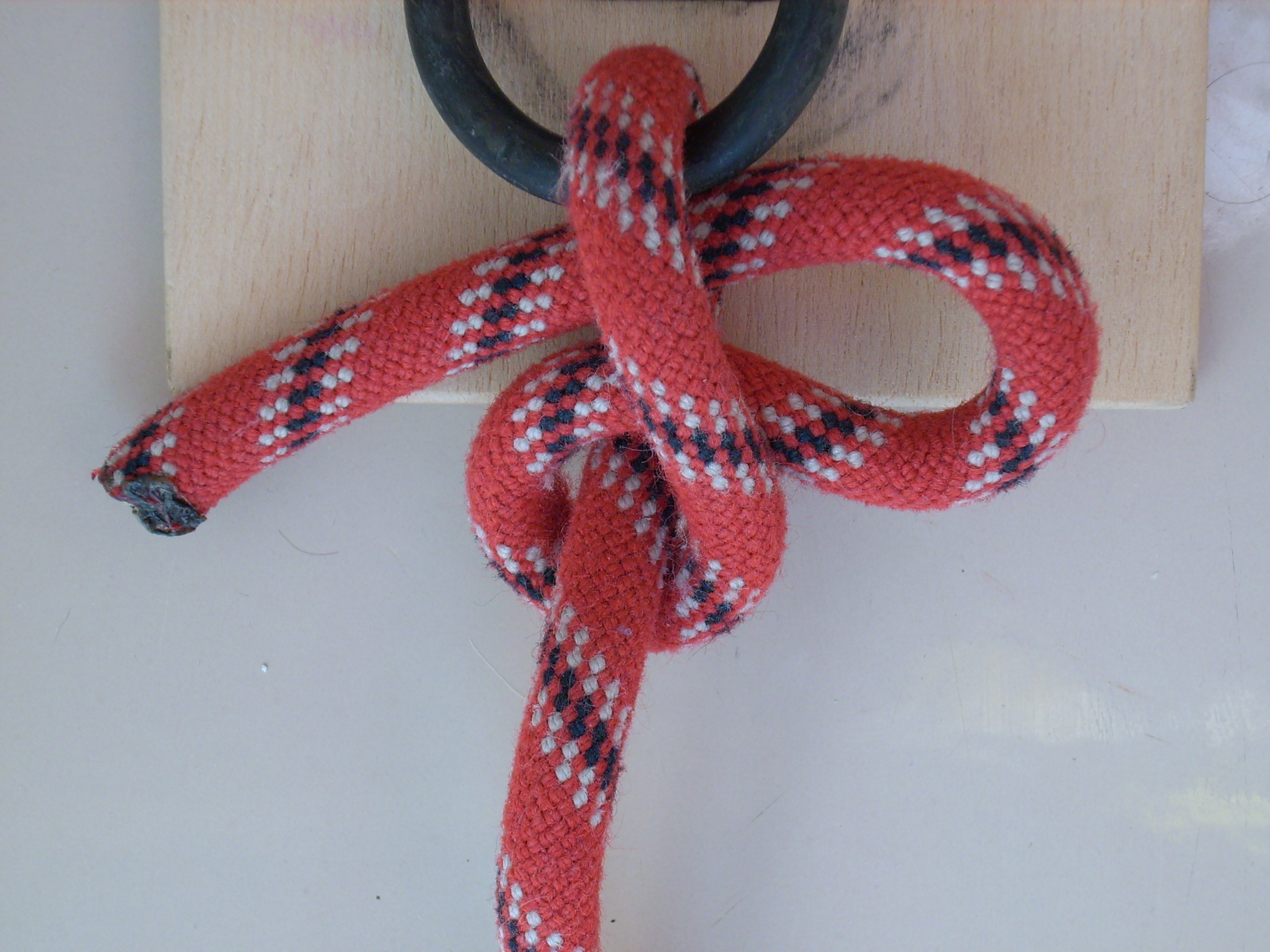
fertiger, dichtgeholter Halber Schlag mit Slip

## Abwandlungen
Einige Knoten werden häufig mit anderen verwechselt, die von der Form oder dem Namen her dazu verleiten. Beispiele hier sind der Slipknoten, der Halbe Schlag mit Slip, die Einfache Schlinge, die Slipschlinge, der Schlingenstek mit Slip und der Slipstek.

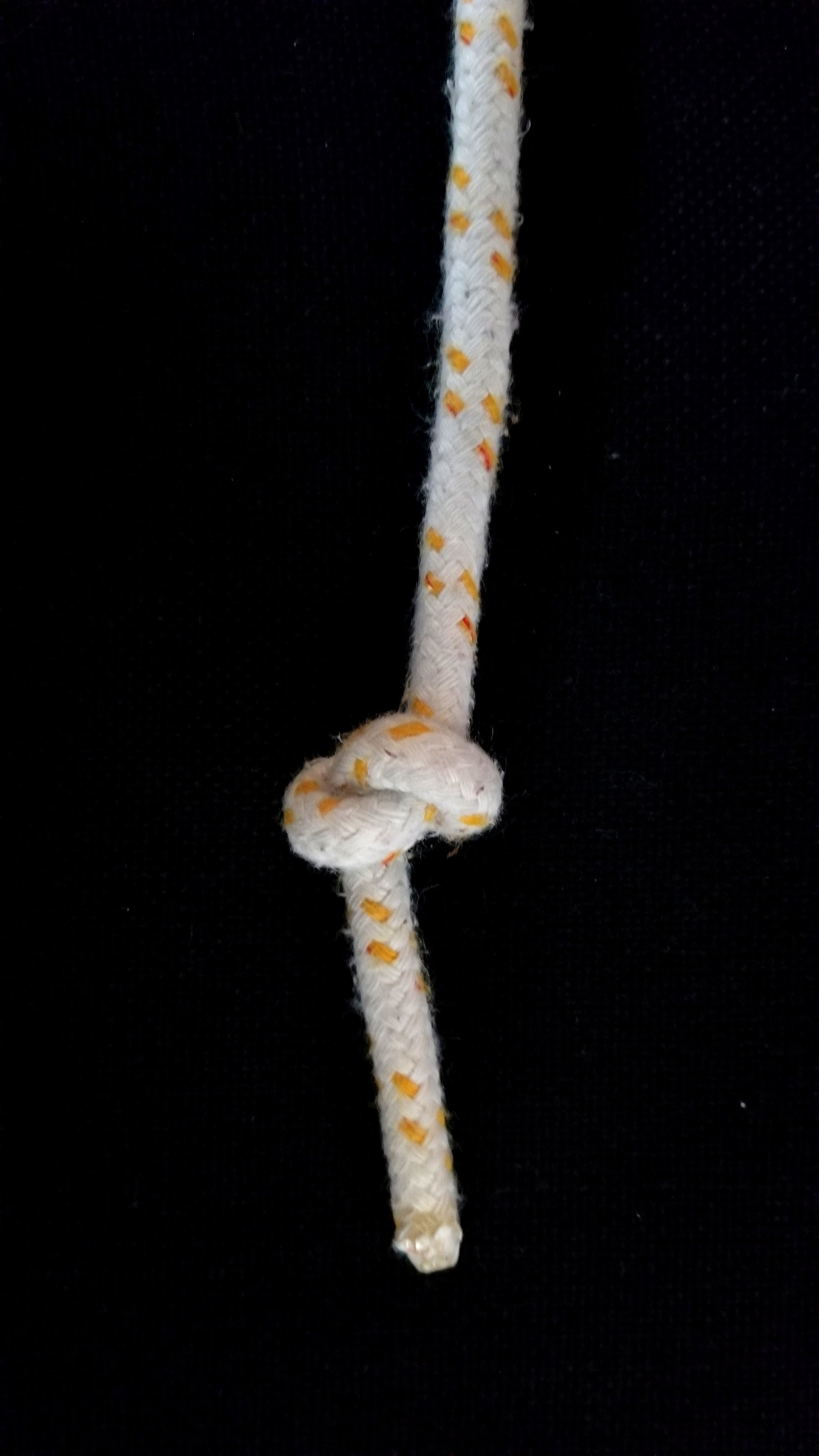
Überhandknoten. Erweitert man einen Überhandknoten, indem man ihn auf Slip legt, entsteht ein Slipknoten oder eine Einfache Schlinge.
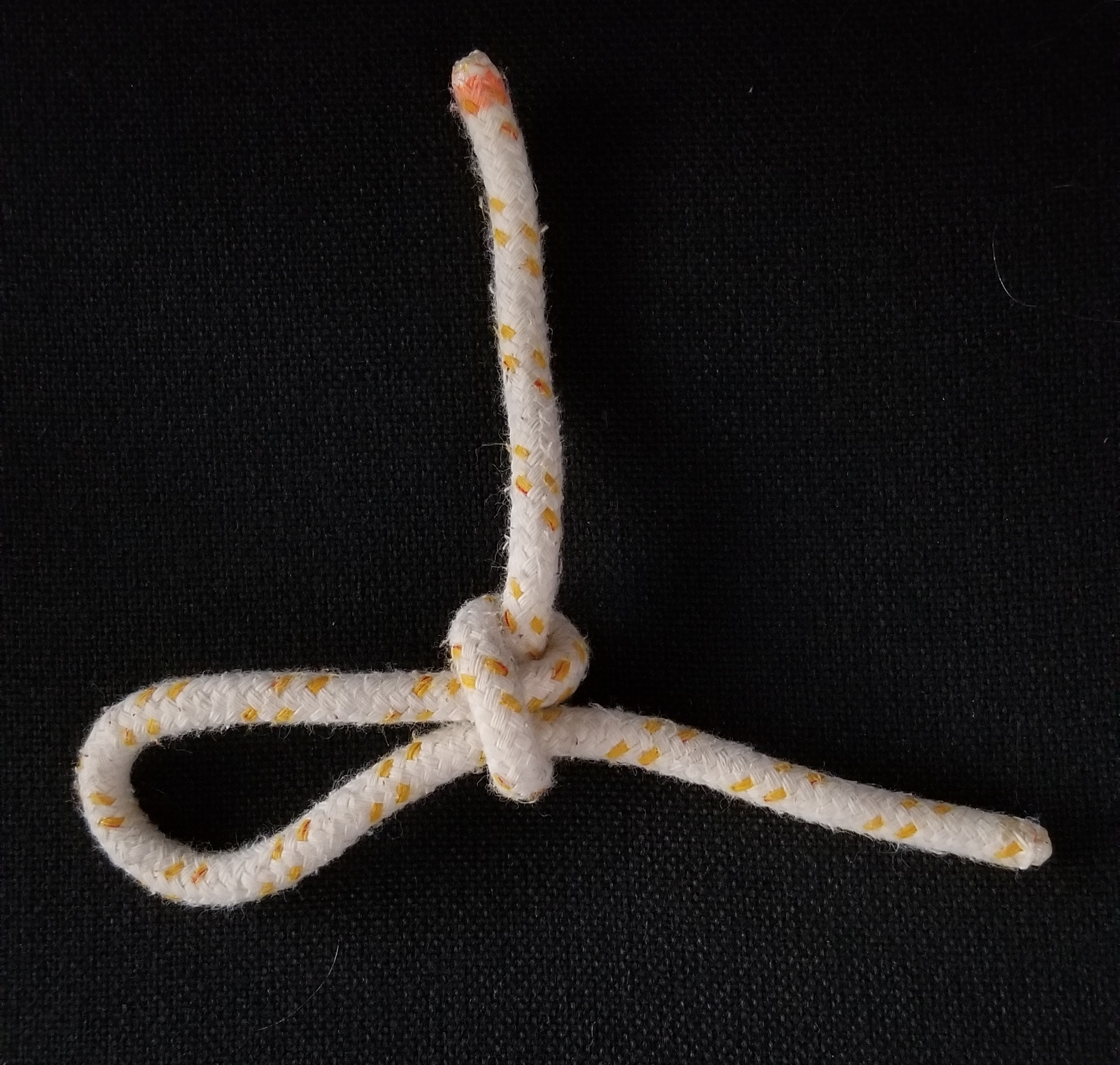
Beim Slipknoten[4] bildet man mit dem losen Ende eine Bucht, bevor es wieder eingesteckt wird.
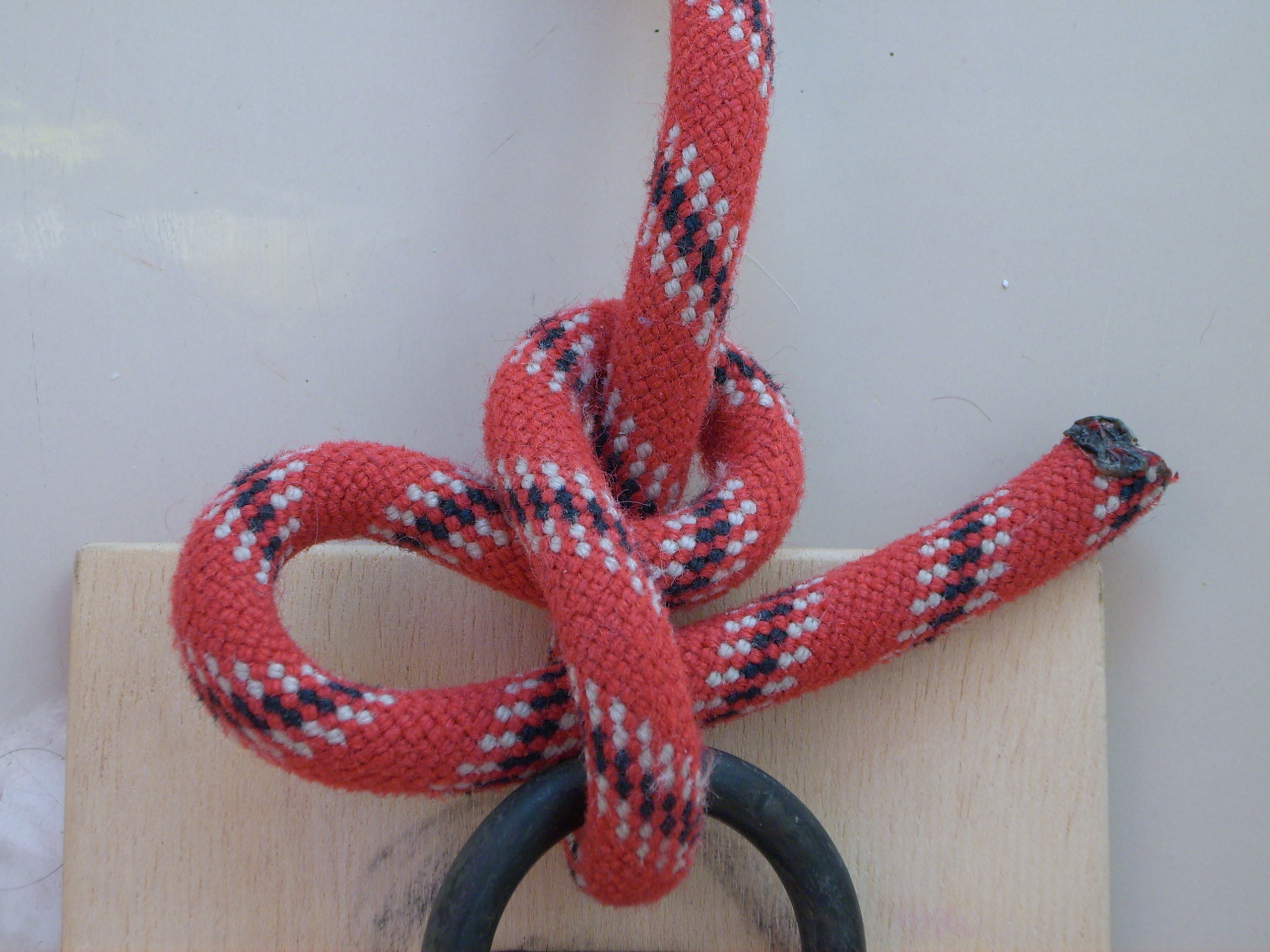
Knüpft man den Slipknoten um einen Gegenstand, entsteht ein Halber Schlag mit Slip.
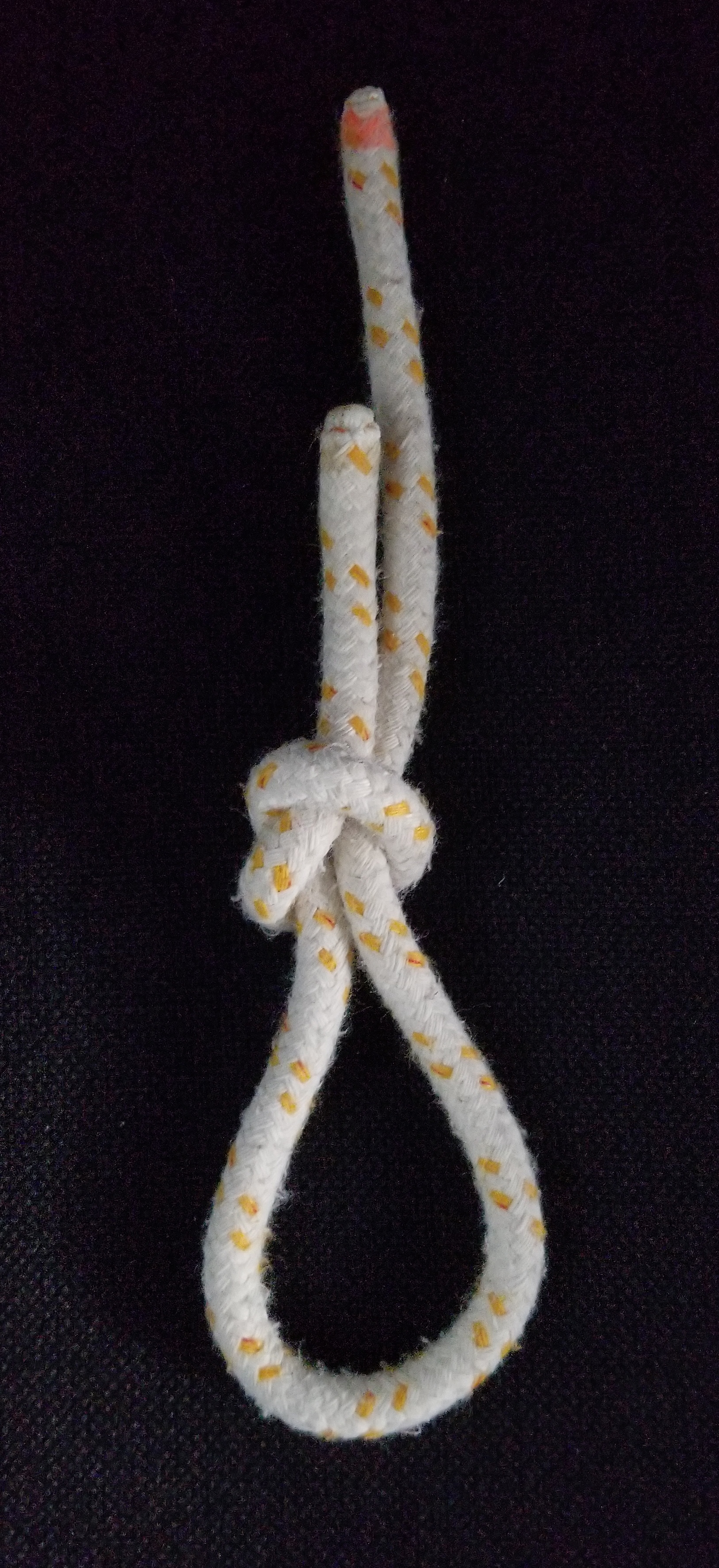
Bei der Einfachen Schlinge bildet man mit dem festen Ende eine Bucht, in diesem Fall die Schlinge, bevor sie wieder eingesteckt wird.
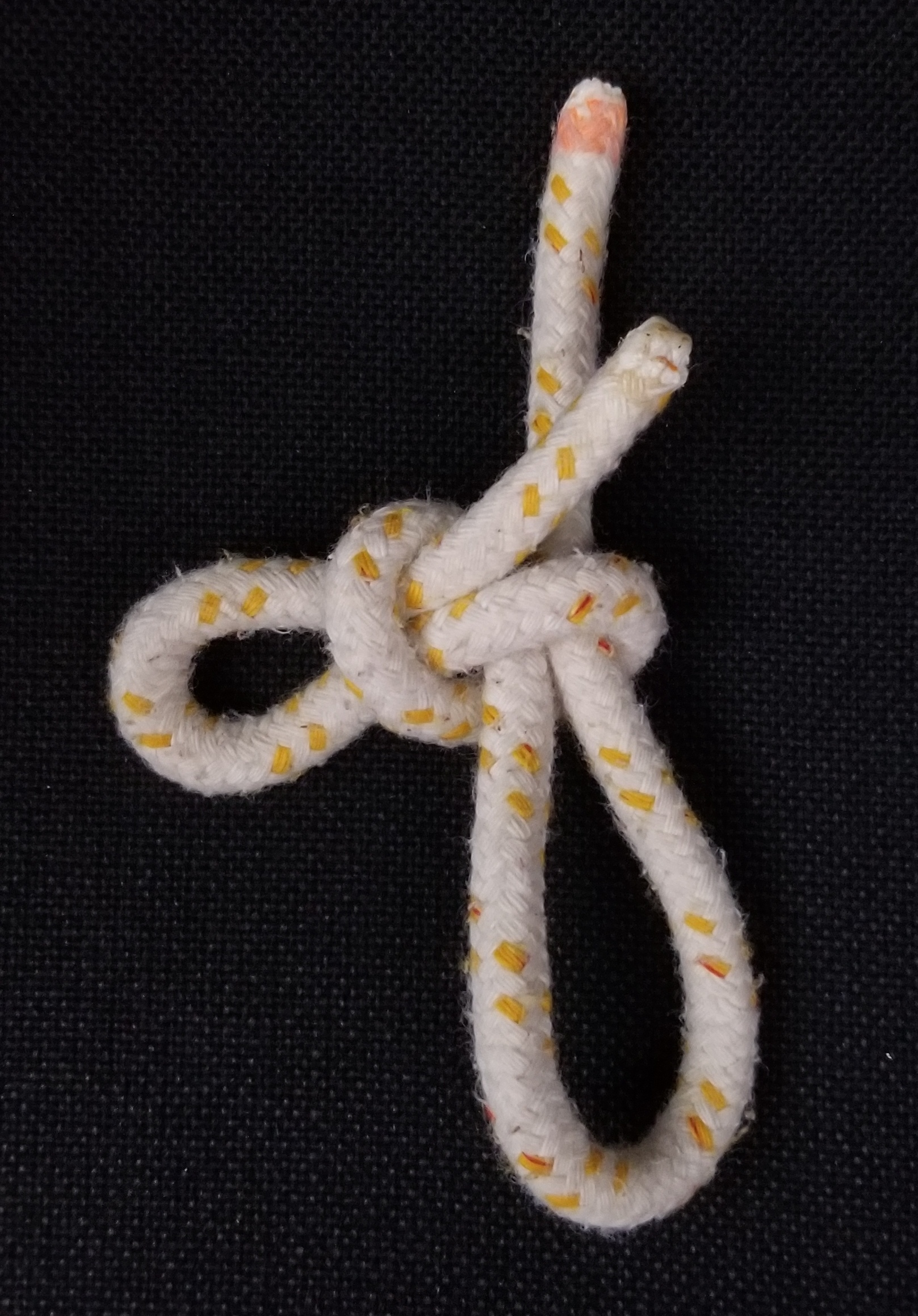
Bildet man bei der Einfachen Schlinge vor dem Durchstecken des losen Endes durch das Auge eine Bucht und steckt sie dann durch das Auge, entsteht die Slipschlinge.
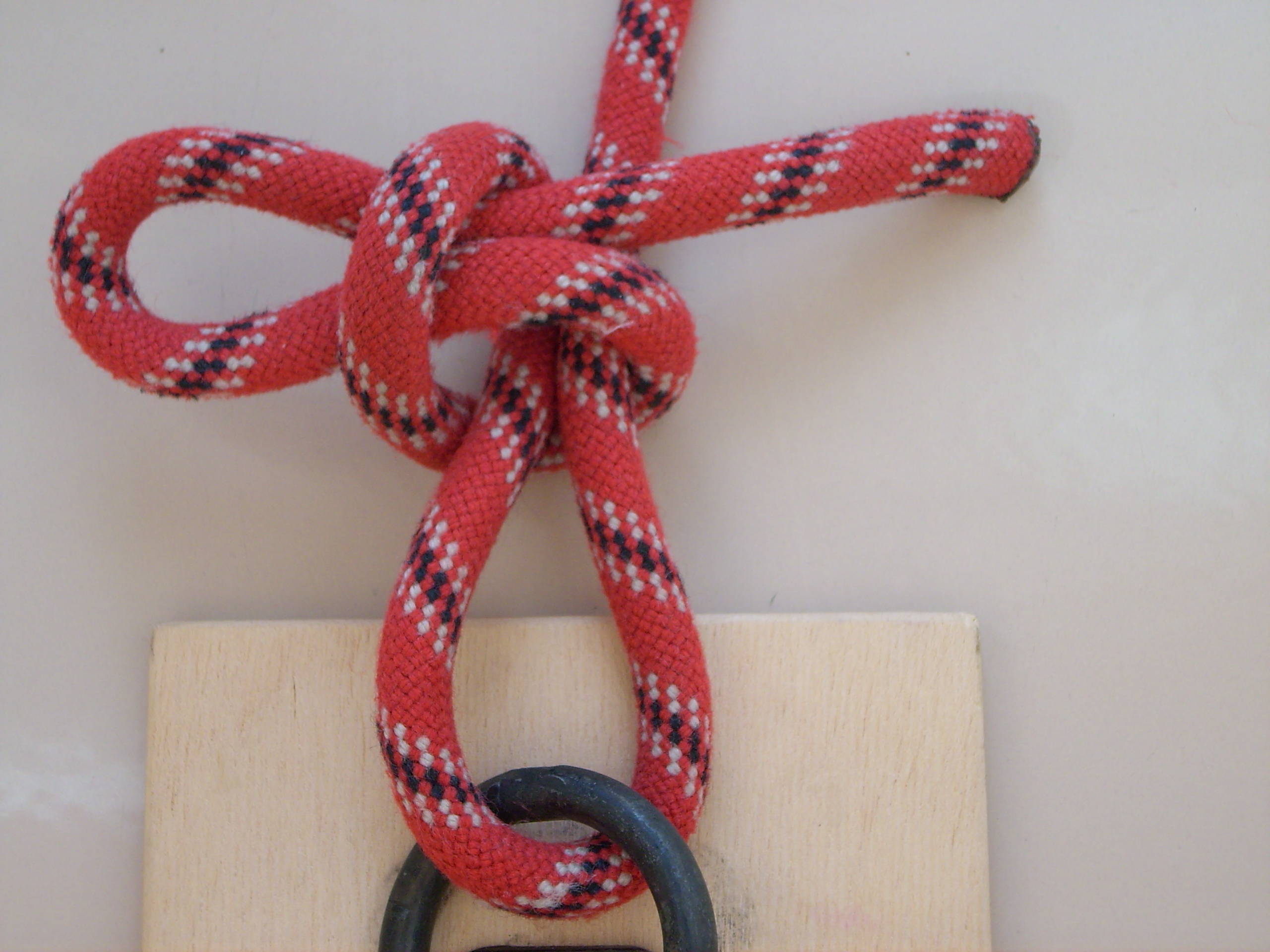
Knüpft man die Slipschlinge um einen Gegenstand, entsteht ein Schlingenstek mit Slip.[8], auch Halfterstek genannt
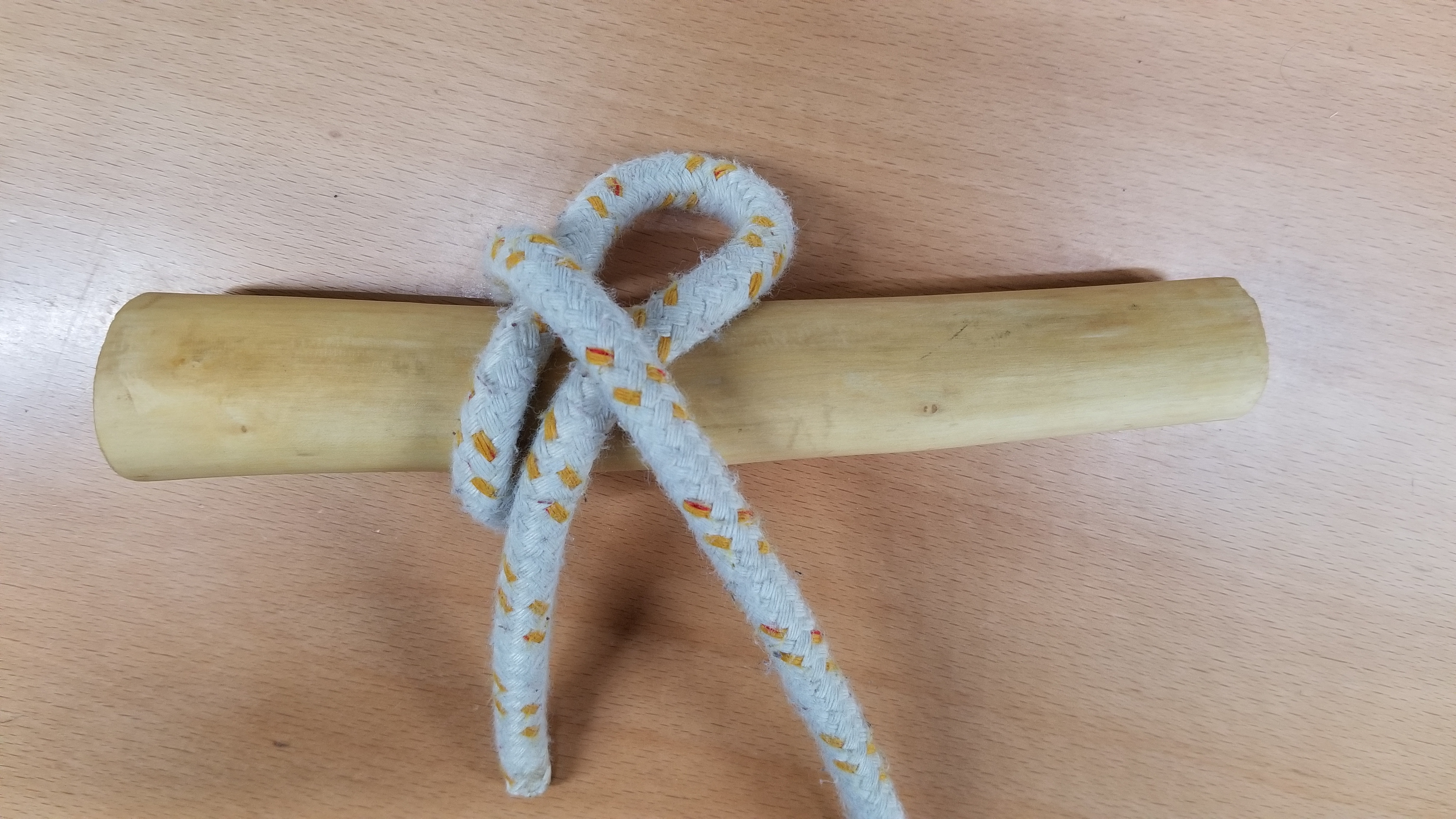
Bildet man mit dem losen Ende eine Bucht und führt es unter das feste Ende, erhält man den Slipstek[9][10][11], der aber nur aufgrund des Druckes und der Reibung hält.

## Alternativen
- Der Marlspiekerschlag ist ein offen geknüpfter Slipstek zum Einbinden eines Knebels in eine Leine, um diese besser festziehen zu können.
- Als Warenhausschlinge dient er zum Verschnüren von Paketen.
- Als dauerhafte Befestigung am Ring eignet sich der Roringstek.
- Zum Anbinden von Pferden und anderen Tieren eignet sich der Pferdeanbindeknoten, der sicher hält und sich bei Panik sofort lösen lässt. Er wird auch zum Festmachen von Beibooten verwendet.
- Im Kletterbereich wird auch der Schleifknoten, insbesondere die Bergrettungsknoten benannte Kombination, benutzt.
- Der Strickleiterknoten ist kein Slipstek, sondern eine Einfache Schlinge zum Einbinden einer Leitersprosse in ein Seil.